# Copoi

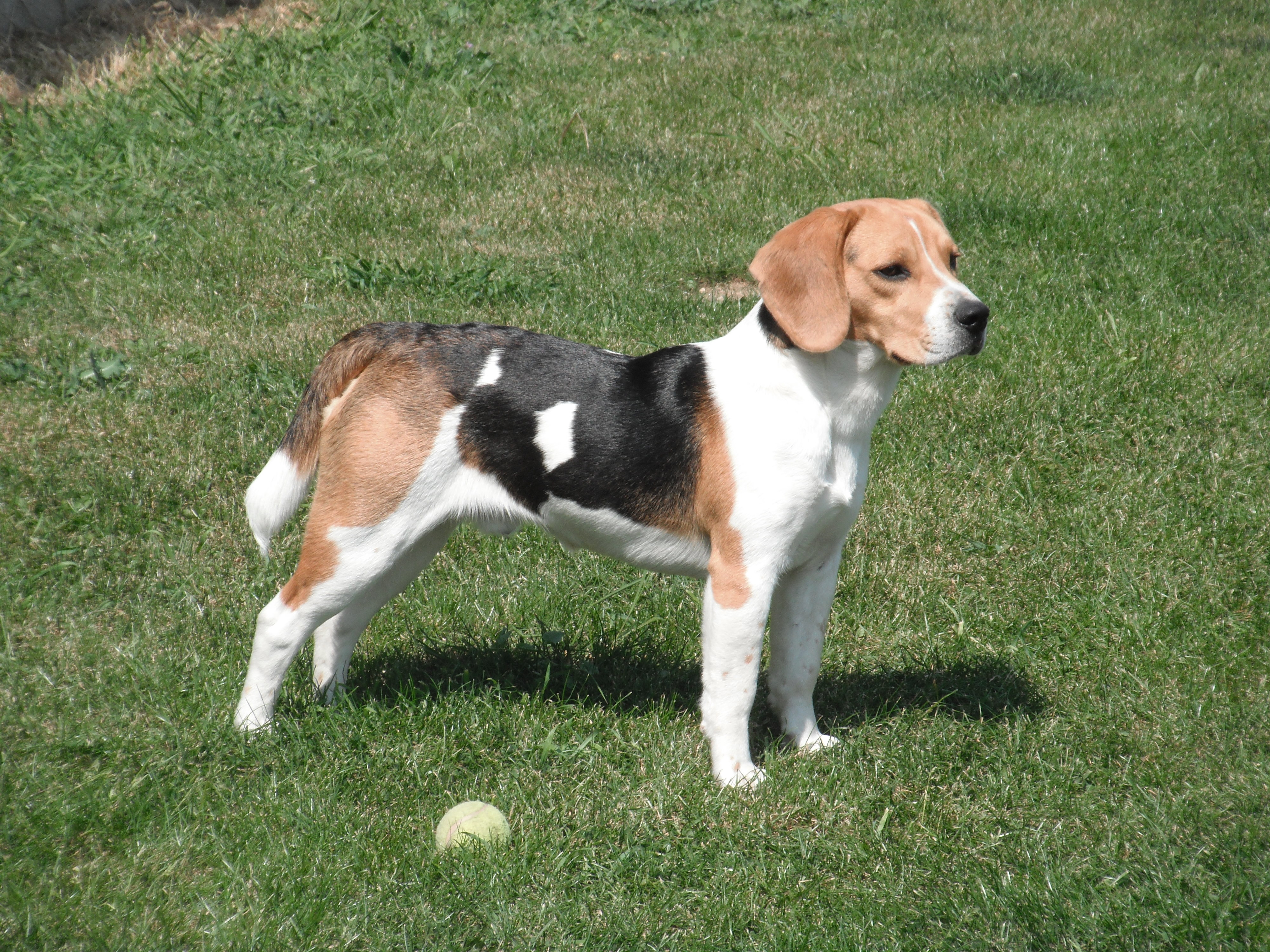
Beagle: urechi lungi, canale nazale mari și un corp robust și rezistent

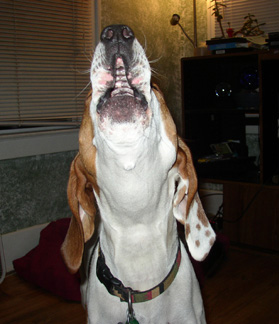
Un Treeing Walker Coonhound lătrând

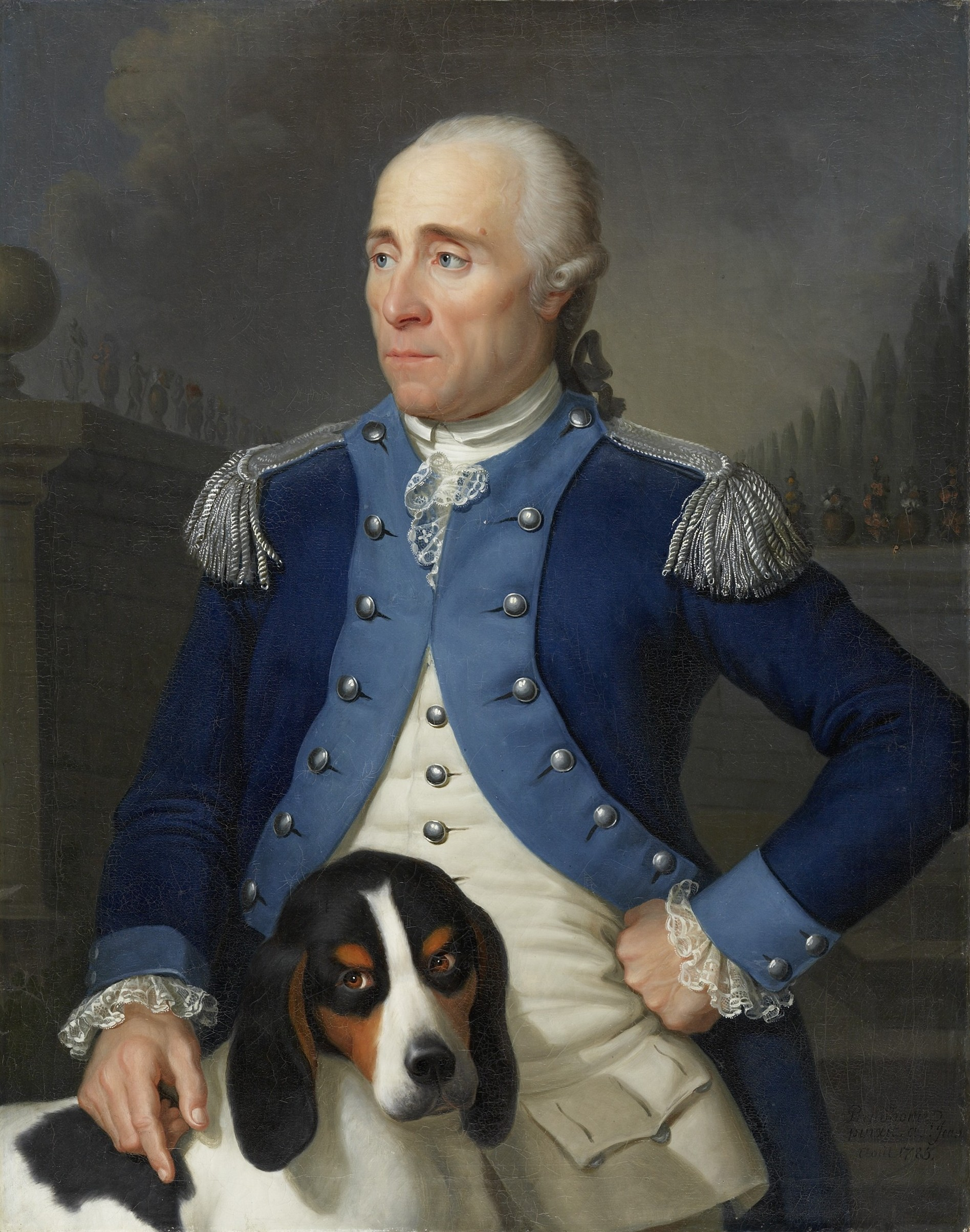
Franz Rudolf Frisching în uniforma unui ofițer al Corpului Vânătorilor Bernezi cu un Berner Laufhund (copoi de Bern), tablou de Jean Preudhomme din 1785

Copoiul este un tip de câine care găsește vânatul mai mult cu ajutorul mirosului decât cu ajutorul văzului. Aceste rase sunt câini de vânătoare și, în general, sunt considerați câini cu unele dintre cele mai sensibile nasuri. Copoii se specializează în urmărirea vânatului după miros. Cei mai mulți dintre ei tind să aibă urechi lungi care atârnă în jos și cavități nazale mari pentru a spori sensibilitatea la miros. Ei trebuie să aibă rezistență relativ mare că să poată urmări mirosul pe distanțe lungi și pe teren accidentat. Se crede că copoii au fost obținuți pentru prima dată de celți prin încrucișarea câinilor de tip mastiff cu ogarii. Prima rasă de copoi cunoscută sunt St. Hubert Hounds (strămoșii bloodhound-ului de astăzi) crescuți de călugării din Belgia în Evul Mediu.

## Rase
- Bloodhound
- Beagle
- Basset Hound
- Copoi ardelenesc